# Santuario della Beata Vergine della Misericordia
Il santuario della Beata Vergine della Misericordia è un edificio religioso situato a nord-est dell'abitato di Terrassa Padovana, in provincia di Padova.

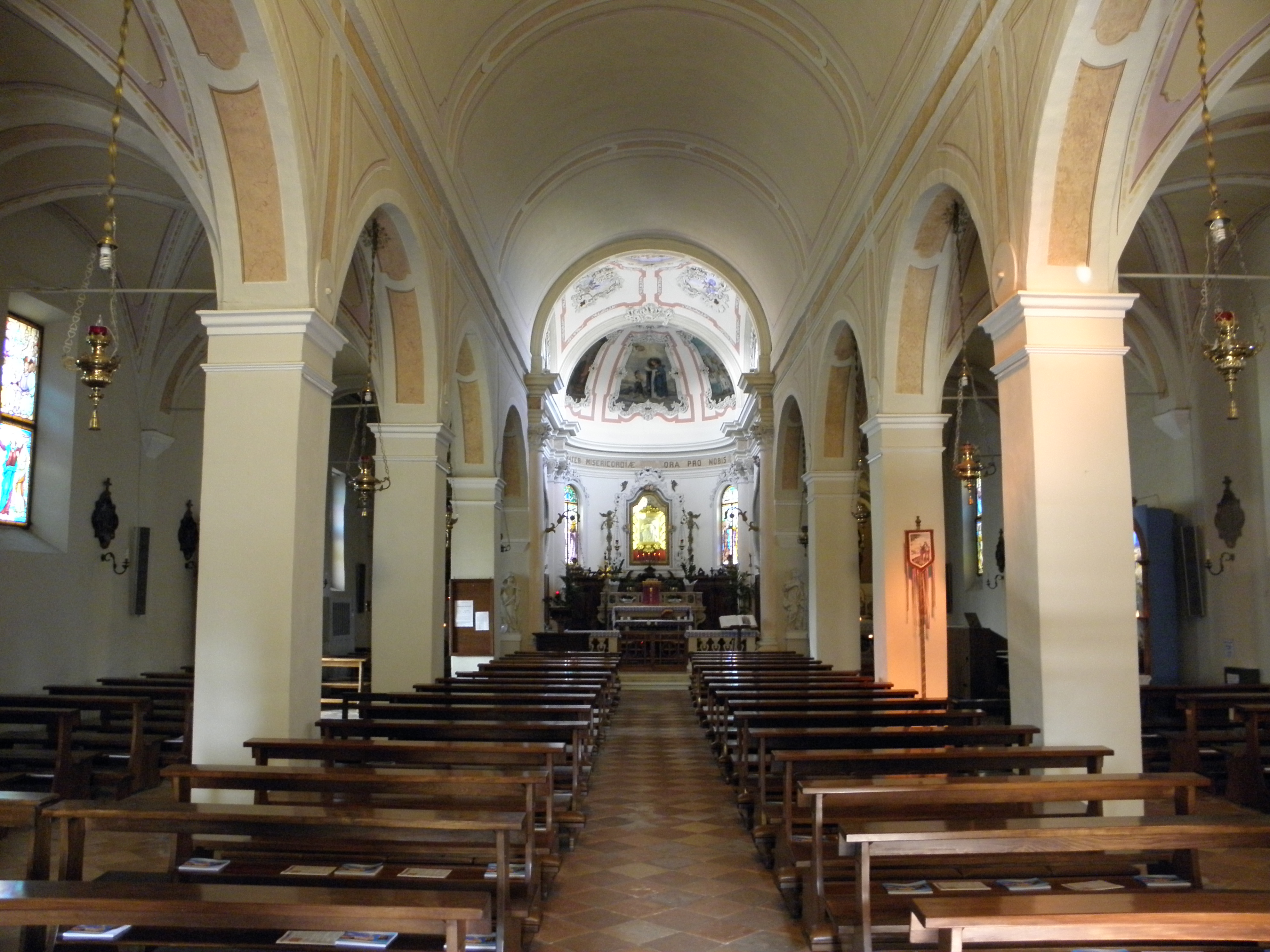
L'interno

L'attuale edificio è frutto della continua espansione dell'originale oratorio sorto prima della fine del XV secolo, assumendo l'aspetto attuale verso il 1730. L'interno è impreziosito da affreschi del XIX secolo, probabilmente ricalcati su precedenti.